# 埃米尔·贝内克
埃米尔·贝内克（德語：Emil Benecke，1898年10月4日—1945年8月12日），德国男子水球运动员。他曾代表德国参加1928年和1932年夏季奥林匹克运动会水球比赛，获得一枚金牌和一枚银牌。